# Pierre Dorion
Pierre Dorion (* 6. Juli 1972 in Ottawa, Ontario) ist ein kanadischer Eishockeyfunktionär. Zuletzt fungierte er von April 2016 bis November 2023 als General Manager der Ottawa Senators aus der National Hockey League (NHL).

## Karriere
Pierre Dorion trat bereits im Alter von 22 Jahren ins NHL-Geschäft ein, als ihn die Canadiens de Montréal zur Saison 1994/95 als Scout einstellten. Diese Position hatte er elf Spielzeiten inne, bevor er 2005 in gleicher Funktion zu den New York Rangers wechselte. Nach zwei Jahren in New York verpflichteten ihn die Ottawa Senators aus seiner Heimatstadt als Director of Amateur Scouting, bevor er dort 2009 zum Director of Player Personnel befördert wurde. Diese Position bekleidete Dorion bis Januar 2014, als er zum Assistenten von General Manager Bryan Murray berufen wurde.
Im April 2016 gab Murray bekannt, sein Amt aufgrund seiner fortgeschrittenen Krebserkrankung mit sofortiger Wirkung niederzulegen und an Dorion zu übergeben, der somit zum achten General Manager der Franchise-Geschichte wurde. In seiner ersten Saison erreichte das Team das Conference-Finale und unterlag dort den Pittsburgh Penguins knapp mit 3:4, anschließend jedoch verpasste das Team sechs Jahre in Folge die Playoffs. Im November 2023 wurde er dann vom neuen Eigentümer Michael Andlauer als Reaktion auf das entzogene Erstrunden-Wahlrecht aufgrund des fehlerhaften Tauschgeschäfts mit Jewgeni Dadonow entlassen. Seine Nachfolge übernahm interimsweise der „President of Hockey Operations“, Steve Staios.
Dorion ist Vater zweier Töchter. Sein Vater war ebenfalls als NHL-Scout tätig, unter anderem für die Toronto Maple Leafs.